# Фелікс Афена-Г'ян
Фелікс Охене Афена-Г'ян (англ. Felix Ohene Afena-Gyan; нар. 19 січня 2003, Суньяні) — ганський футболіст, нападник італійського клубу «Кремонезе».

## Клубна кар'єра
Народився у місті Суньяні. Вихованець місцевого клубу «ЕурАфрика», з якого 13 березня 2021 року перейшов до молодіжної академії італійської «Роми».
Афена-Г'ян вперше отримав виклик в основну команду 24 жовтня в матчі Серії А проти «Наполі» (0:0), а дебютував 27 жовтня у грі проти «Кальярі» (2:1), замінивши Матіаса Вінью. 21 листопада в матчі з «Дженоа» він вийшов з лави запасних на 74-й хвилині і забив два голи, які принесли Ромі перемогу з рахунком 2:0. Афена-Г'ян став першим гравцем 2003 року народження, який забив гол у Серії А. 2022 року Фелікс допоміг команді виграти дебютний розіграш Ліги конференцій.

## Кар'єра за збірну
4 листопада 2021 року Афена-Г'ян вперше отримав виклик до національної збірної Гани від тренера Милована Раєваця на ігри проти Ефіопії та Південної Африки, проте відхилив пропозицію взяти участь у матчах збірної, щоб зосередитися на підготовці до матчів «Роми». У грудні того ж року він був включений до розширеного списку гравців на Кубок африканських націй, що пройшов на початку наступного року, але і у цьому змаганні Афена-Г'ян вирішив не брати участі.
У березні 2022 року Фелікс нарешті прийняв виклик, коли його запросив новий тренер збірної Отто Аддо на відбіркові матчі плей-оф до чемпіонату світу 2022 року проти збірної Нігерії. 25 березня в першому матчі плей-оф, який завершився нульовою нічиєю, Афена-Г'ян дебютував за збірну.  За чотири дні Фелікс зіграв і у матчі-відповіді, який завершився внічию 1:1, завдяки чому його команда змогла кваліфікуватись на мундіаль через правило виїзного гола.
| Дата      | Місто     | Господарі | Результат          | Гості      | Турнір                                  | Голи | Примітки |
| --------- | --------- | --------- | ------------------ | ---------- | --------------------------------------- | ---- | -------- |
| 25-3-2022 | Кумасі    | Гана      | 0 – 0              | Нігерія    | Відбір до ЧС 2022                       | -    | 82'      |
| 29-3-2022 | Абуджа    | Нігерія   | 1 – 1              | Гана       | Відбір до ЧС 2022                       | -    | 46'      |
| 1-6-2022  | Кейп-Кост | Гана      | 3 – 0              | Мадагаскар | Відбір до Кубка африканських націй 2023 | 1    | 76'      |
| 5-6-2022  | Луанда    | ЦАР       | 1 – 1              | Гана       | Відбір до Кубка африканських націй 2023 | -    | 86'      |
| 10-6-2022 | Кобе      | Японія    | 4 – 1              | Гана       | товариський матч                        | -    | 68'      |
| 14-6-2022 | Суйта     | Чилі      | 0 – 0 (1 – 3 п.п.) | Гана       | товариський матч                        | -    | 63'      |
| Усього    |           | Матчів    | 6                  |            | Голів                                   | 1    |          |

## Досягнення
- Переможець Ліги конференцій УЄФА: 2021/22